# Shiva-Tempel von Kera

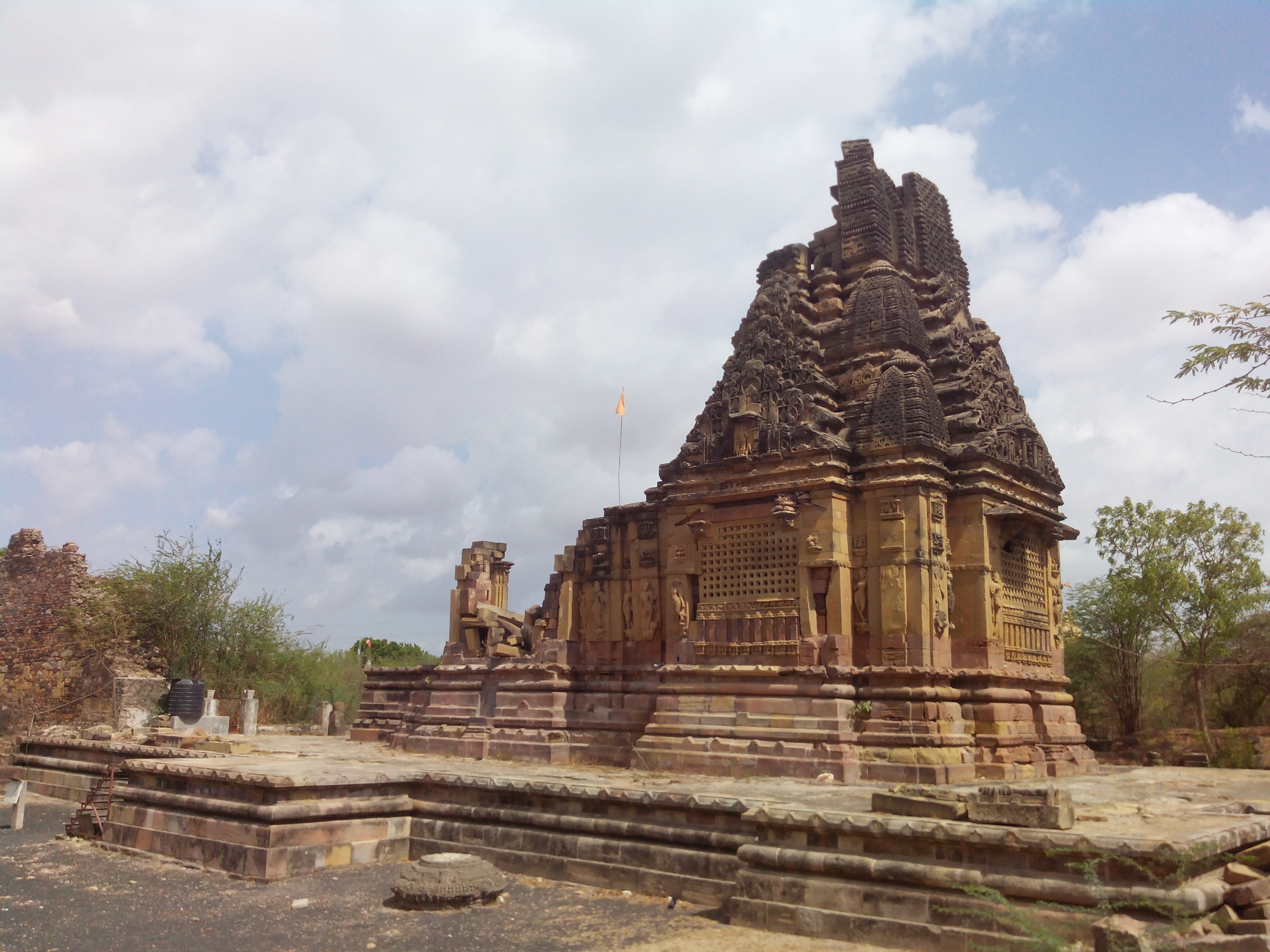
Kera – Shiva-Tempel

Der Shiva-Tempel von Kera (Gujarati શિવ મંદિર, કેરા Śiva Mandira, Kērā, auch લાખેશ્વર મહાદેવ મંદિર Lākhēśvara Mahādēva Mandira, englisch Shree Lakheshwar Shiva Temple) ist ein teilweise zerstörter Hindutempel bei der Großstadt Bhuj im indischen Bundesstaat Gujarat. Er ist eines der wenigen architektonischen Zeugnisse der einstigen Hindu-Dominanz in der Umgebung des Rann von Kachchh im 9./10. Jahrhundert.

## Lage
Der Tempel befindet sich in einer halbwüstenartigen Umgebung im äußersten Westen von Gujarat beim Dorf Kera ca. 20 km südwestlich der Großstadt Bhuj am Rand des Rann von Kachchh in einer Höhe von ca. 100 m.

## Geschichte

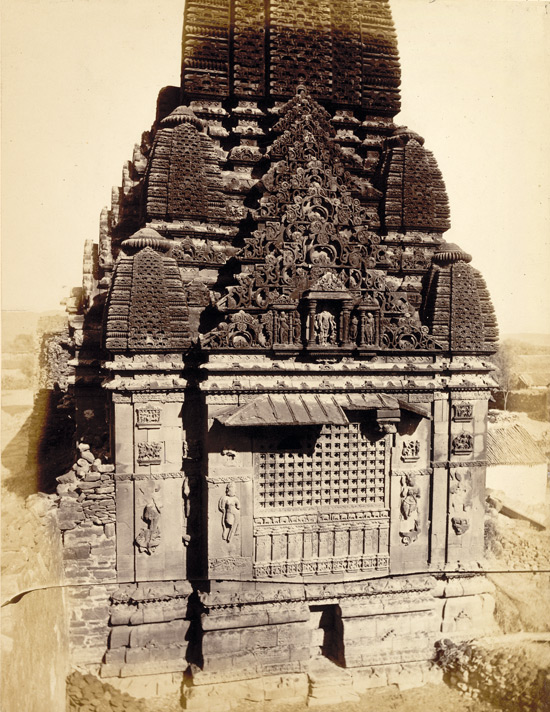
Das Foto aus dem Jahr 1874 zeigt den noch weitgehend erhaltenen Shikhara-Turm; Teile des Figurenschmucks sowie die Vorhalle (mandapa) sind jedoch bereits beschädigt.

Als Auftraggeber des Tempels kommen eigentlich nur Angehörige der damals in der Region herrschenden Solanki-Dynastie oder hochgestellte Militärs bzw. Hofbeamte in Frage. Der Tempel wurde – nach vorangegangenen kleineren Schäden – durch das Erdbeben von 2001 erheblich zerstört; er wird jedoch immer noch von der Bevölkerung für Puja-Zwecke genutzt.

## Architektur
Der Tempel steht auf einer ca. 1 m hohen Plattform (jagati), auf welcher eine erhöhte Umschreitung (pradakshina) des Heiligtums möglich ist. Das Tempelbauwerk war über eine Treppe mit anschließender Vorhalle (mandapa) zugänglich, wobei den Gläubige das Betreten der eigentlichen Cella (garbhagriha) nicht gestattet war. Um die Cella herum verläuft ein schmaler, durch Jali-Fenster belichteter Umgang, oberhalb dessen sich ein im Äußeren reich gegliederter Shikhara-Turm mit amalaka-Ringstein erhob, welcher noch heute auf dem Boden zu sehen ist.

## Bauschmuck
Figürlicher Bauschmuck ist noch in Teilen vorhanden. Als geometrische Elemente sind vor allem die Jali-Fenster hervorzuheben.